# Teatre Nacional de Letònia
El Teatre Nacional de Letònia en letó, Latvijas Nacionālais teātris, és el teatre nacional de Letònia, i està ubicat a la ciutat de Riga, capital del país.
L'edifici va ser construït entre 1899 i 1902 per l'arquitecte letó Augusts Reinbergs, convertint-se en el segon teatre rus de la capital. Va tancar durant la Primera Guerra Mundial. El 18 de novembre de 1918, la independència de Letònia es va declarar en aquest edifici, on un any abans s'havien dut a terme les primeres representacions teatrals en letó.
Com a Teatre Nacional es va fundar formalment el 30 de novembre de 1919, just un any després de la independència del país. El primer programa artístic el va dur a terme Jānis Akurāters, un escriptor letó, cap del departament del Ministeri letó d'educació. El director actual és Viesturs Rieksts i el director artístic és Edmunds Freibergs.